# 제이Z
숀 코리 카터(영어: Shawn Corey Carter, 1969년 12월 4일 ~ )는 제이Z(영어: JAY-Z)라는 예명으로 활동하고 있는 미국의 래퍼이자 사업가이다. 2008년까지 데프잼 레코드의 사장이었으며, 힙합레이블 락커펠라 레코드의 사장이기도 하다. 또한 클럽인 '40/40 Club'의 주인이다.
미국에서 가장 성공한 힙합 음악가이며, 총 5,000만 장을 팔았다. 또한 그래미 어워드의 수상자이기도 하다. 첫 앨범이자 히트 앨범인 《Resonable Doubt》는 롤링 스톤지에서 '가장 완벽한 앨범 500'에 들었다. 2000년에 발매한 《Blueprint》는 작업한 지 오직 2주밖에 안됐으나, 빌보드차트 1위, 그래미 어워드의 수상자가 되고, 첫 주에만 42만장이 팔리는 등 성공을 누렸으며, 컴백앨범인 《Kingdome Come》은 첫 주에만 68만장이 팔렸다. 2008년 데프잼 사장직에서 물러나고, 새 소속사인 'Live Nation'과 150만 달러 계약을 했다. 2008년 4월 4일 비욘세와 결혼했다.

## 일생

### 출생
그는 1969년 미국 브루클린에서 출생하였다. 어렸을 때 아버지가 가족을 버리고 떠났기 때문에, 아버지가 없이 홀어머니와 함께 자랐다. 12살 때, 그는 브루클린에 고등학교를 래퍼인 에이지와 함께 다녔으며, 후에는 다운타운에 있는 전자고등학교에 다닌다. 그는 그곳에서 노토리어스 B.I.G, 버스타 라임즈 등을 만나 힙합을 접했다. 고등학교를 졸업하지 못한 그는 마약을 팔기 시작했지만, 금세 접었다. 그는 버스타 라임즈와 프리스타일랩 배틀에서 항상 이기며, 인기를 조금씩 얻게 된다. 그러던 중 DMX, 비지 본한테는 진다.
1988년 자신의 친구인 The Jay와 함께 'Howaian Sophin'라는 곡을 발표하면서 인기를 조금씩 얻게 되었다. 그러던 중 1994년 언더래퍼 Big Daddy Kane의 'Daddy House'앨범에 참여하면서 대중들에게 알려지기 시작했으며, 1995년 'Mic Geronimo'의 곡에 자 룰, DMX 등과 참여한다.

### 1996 ~ 1999
1996년 그는 직업적으로 래퍼로써의 길을 걷기 시작한다. 그는 동료인 데이먼 대쉬, 카림 빅스 버크와 함께 힙합레이블인 락커펠라 레코드를 공동 설립한다. 그는 1996년 'Reasonable Doubt'을 발매한다. 디제이 프리미어, 맴피스 블릭, 노토리어스 B.I.G, 어브 가티 등이 참여했고, 빌보드 200에서 23위를 거둔다. 이 앨범은 롤링 스톤지나 바이브 매거진에서 마이크 5개를 받았고, 알엔비/힙합 차트에서 3위를 거둔다. 2006년 첫 앨범 발매 10주년 기념 콘서트 때는 비욘세, 제이다키스, 영 지지 등이 출연한다.
1997년 새 계약을 한 데프잼과 새 앨범 'In My Lifetime, Vol. 1'을 발매한다. 이 앨범에는 디디가 전면적으로 프로듀싱을 했으며, 릴킴, 디제이 프리미어 등이 참여한다. 빌보드 200에서 3위, 알엔비/힙합 차트에서 3위를 한다. 미국에서 총 140만장이 팔린다.
1998년에는 세 번째 앨범 'Vol. 2... Hard Knock Life'을 발매한다. 게스트로는 어브 가티, 스위즈 비츠, 저메인 듀프리, 맴피스 블릭, 팀바랜드, 비니 시겔, 자 룰, DMX 등이 참여한다. 빌보드 200에서 1위, 알엔비/힙합 차트에서 1위를 차지한다. 또한 싱글들도 모두 10위권안에 들어온다. 1999년 이 앨범으로 그래미 어워드에서 최고의 랩 앨범 상을 수여받는다.
1999년 'Vol. 3… Life and Times of S. Carter'을 발매한다. 첫주에만 46만장이 팔리며, 디제이 프리미어, 디제이 클루, 스위즈 비츠, 팀바랜드 등이 참여한다. 모든 차트에서 1위를 한다.
2000년 컴필레이션 앨범인 'The Dynasty: Roc La Familia'가 발매된다. 락커펠라 레코드의 래퍼들인 비니 시겔, Freeway, 맴피스 블릭 등이 참여했으며, 그 이외에도 카니예 웨스트, 알 켈리, 스눕 독, 팀바랜드, 스위즈 비츠가 참여한다. 빌보드 200에서 1위, 알엔비/랩 차트에서 1위를 거둔다. 미국 내에서 첫주에만 55만장이 넘게 팔렸다.
그러나 앨범을 발매할수록 상업적으로 변화하면서 일부 평론가들은 그를 비난했다. 1999년경부터는 당시 힙합제왕이라 불리던 Nas와 2002년까지 디스하게 된다.

### 2001 ~ 2003
2001년 발매된 앨범 'The Blueprint'는 더 이상 그가 상업적 래퍼가 아닌 예술적 래퍼라는 칭호를 가질 만큼 가사, 멜로디가 아름답고 비유적이었고, 그야말로 힙합 클래식 앨범이었다. 게스트로는 카니예 웨스트, 팀바랜드, 에미넴 등이 참여했다. 이 앨범은 모든 차트에서 1위를 했고, 싱글들도 10위권 안에 진입한다. 또한 이 앨범에 'Takeover'이라는 트랙은 당시 디스관계였던 나스, 맙딥 등을 디스했다. 이 앨범은 소울뮤직, 알엔비를 기반으로 하는 힙합앨범이었으며, 여러 음악잡지에서는 모두 만점을 주었다. 또한 카니예 웨스트도 이 앨범 덕분에 더욱 성공했다. 한편 디스관계였던 나스는 그를 'Ether'로 디스한다.
트랙중에 하나인 'Heart of the City (Ain't No Love)'는 2007년 영화 '아메리칸 갱스터'에 삽입곡이다.
2002년 다음 앨범인 'The Blueprint²: The Gift & the Curse'는 첫주에만 54만장이 팔리고, 총 200만장 이상 팔렸으며, 카니예 웨스트, 노토리어스 B.I.G, 페럴, 션 폴, 팀바랜드, 비니 시겔, Freeway, 비욘세등이 참여한 2CD 앨범이다.
2003년 그는 50 센트, 버스타 라임즈, 션 폴 등과의 투어를 끝으로 마지막 앨범을 발매하며 은퇴한다고 밝혔다. 검은색 배경에 흐릿한 실루엣으로 제이지의 모습이 담긴 앨범 커버로 인해 Jay-Z: Black Album으로 불린 그의 은퇴 앨범에는 카니예 웨스트, 넵튠스, 에미넴, 팀바랜드, 저스트 블레이즈, 9th 원더 등 자신이 지금까지 작업하였던 최고의 프로듀서들이 총 참여하면서 자신의 음악 인생을 정리하는 컨셉으로 제작되었다. 이 역시 모든 차트에서 1위를 기록하며 첫주에만 46만장이 팔렸다.

### 2004 ~ 2006: 은퇴
그는 2004년 세계 힙합뮤지션 최초로 락밴드 린킨파크와 합작앨범을 낸다. 'Collision Course'는 미국차트에서 1위를 모두 기록하고, 그래미 어워드에서는 린킨파크는 물론 비틀즈의 전멤버인 폴 매카트니와 같이 공연한다.
2003년 제이 지는 매디슨 스퀘어 가든에서 은퇴공연을 한다. 이 공연에는 힙합밴드인 더 룻츠, 맴피스 블릭, 비니 시겔, Freeway, 비욘세, 트위스타, 고스트 페이스킬라, 페럴, 알 켈리와 공연을 가졌다. 또한 90년대 천재 랩가수였지만, 비운의 죽음을 맞은 투팍과 노토리어스 B.I.G를 추모하는 뜻에서 그들의 어머니들을 초대했다.
은퇴 후에 그는 힙합레이블인 데프잼의 사장이되었고, 클럽과 자신 소유의 레이블들, Shawn 이사단, 'Roc-A-Wear' 등의 자신의 사업에 열중했다. 또한 비욘세와도 사귀고, 'I Declare War'이라는 공연을 벌였다.

### 2006 ~ 현재
은퇴한 지 3년 만인 2006년 그는 다시 'Kingdome Come'으로 재기한다. 캐나다에서는 20만장을 돌파했고, 미국에서는 68만장을 1주일만에 팔아들인다. 게스트로는 닥터 드레, 카니예 웨스트, 페럴, 스위즈 비츠. 어셔, 니요, 비욘세, 그리고 영국의 록밴드 콜드플레이의 크리스 마틴 등이 참여한다. 빌보드 차트에서 1위를 기록한다.
그전에 싱글인 'Show Me What You Got'이 유출됐는데, 그는 이 유출의 경위와 유출자를 찾아내기 위해 FBI까지 동원했던 적도 있다. 이 앨범은 전 세계적으로 200만장이 팔린다.
2007년에는 앨범 'American Gangster'를 발매한다. 이 앨범은 영화 '아메리칸 갱스터'를 컨셉으로 잡아 만든 앨범이다. 게스트로는 디디, 릴 웨인, 나스, 페럴, 저메인 듀프리 등이 참여했고, 첫싱글인 'Blue Magic'은 페럴이 참여했다. 이곡은 빌보드 랩차트 17위를 거둔다. 앨범은 빌보드차트 1위를 했다.
2008년 그는 영국의 세계적인 락 페스티발인 "글래스톤베리" 락 페스티발에 흑인 랩 뮤지션으로는 최초로 헤드라이너에 오르는 영광을 가지게 된다. 라인업 발표 당시 세계적인 브랏팝 밴드인 오아시스의 노엘 갤러거가 그의 헤드라이너 진출에 대해 비아냥 거리는 발언을 하였으며 제이-지는 그것을 비아냥 거리듯이 오아시스의 최고의 명곡인 Wonderwall을 따라 부르는 오프닝으로 무대에 서면서 둘간의 불화를 종식 시켰다.
2008년도 글래스톤베리에서의 공연은 흥행과 평가면에서 꽤 좋은 평을 받으며 제이-지의 모험적인 새로운 라이브 시도에 그가 현대 대중음악계의 가장 큰 트렌드 임을 증명하였다.
2009년 9월 11일 그의 11번째 앨범인 'Blueprint 3'가 발매됐다. 이 앨범은 첫주에만 47만장 이상 팔렸으며, 앨범에는 페럴, 카니예 웨스트, 키드 쿠디, 팀바렌드, 리한나, 드레이크 등이 참여했다. 현재 싱글인 'D.O.A(Death of Auto-Tune')'은 인기가수이자 래퍼인 티-페인을 통해 유명해진 오토-튠(Auto-Tune) 보컬 기법의 무분별한 사용을 겨냥하며 비꼬는 곡으로 카니예 웨스트의 새로운 프로듀싱 시도를 통해 큰 관심을 모았다. 그의 동료인 나스는 이 곡에 대해 긍정적인 평가를 했고, 이 곡의 겨냥자인 티-페인 역시 이 곡을 인정했다.
두 번째 싱글인 'Run This Town'이 공개됐으며, 이곡에는 팝가수인 리한나, 카니예 웨스트가 참여했다. 이 곡은 거의 전 세계에서 10위권안에 진입했으며, 영국에서는 1위를 차지했다. 세 번째 싱글이며 팝가수 알리샤 키스가 참여한 "Empire State Of Mind"는 미국 빌보드 차트 1위를 거두었다.
그는 이 앨범으로 엘비스 프레슬리를 제치고 가장 많은 앨범으로 1위를 기록한 남자 힙합 아티스트가 되었다. 이 앨범은 180만장 이상 팔아들였다.

## 비욘세와의 관계
그는 비욘세와 각별한 관계였었다. 이미 데스티니스 차일드 때부터 둘은 친했으며, 그는 비욘세와 히트싱글들인 'Bonnie & Clyde'와 비욘세의 히트싱글 'Crazy In Love', 'How You Like It'에도 참여했다. 또한 그녀의 다음앨범의 히트 싱글인 'Deja Vu'와 'Upgrade U'에도 참여했다. 2007년에는 둘이 뉴저지 네츠 경기를 보는 것이 포착됐으며, 2008년 4월에 결혼했다. 부부는 1남 2녀를 두고 있다.

## 자선 활동
그는 2006년 8월 9일 전 유엔 총장인 코피 아난과 만나 면담을 했으며, 아프리카에 방문해 여러 활동을 했다. 2006년 11월에는 그가 아프리카에서 활동하던 모습이 MTV를 통해 방송됐다.

## 정치적 활동
평소에 버락 오바마를 적극적으로 지지했던 Jay-Z는 오바마가 2012년 11월 6일에 재선에 성공하자 그를 축하하는 공연을 하기도 하였다.

## 사업
그는 2005년부터 2008년까지 거대 힙합레이블인 데프잼 레코드의 사장이었으며, 락커펠라 레코드, '락 라페밀리아', '락커 필름', '락커웨어'의 사장이다.
그가 이런 많은 회사를 꾸릴 수 있던 것은 친한 동료였던 '러셀 시몬스'(현재 대프잼의 사장), 닥터 드레, 디디의 조언 덕분이라고 말한다.

### 락커펠라 레코드
이 레이블은 자기 혼자가 세운 회사가 아닌 데몬 데쉬, 'Kareem "Biggs" Burke'와 함께 세운 공동레이블이다. 1997년 데프잼 레코드가 레이블의 20%를 인수했다. 현재는 데몬 데쉬와 이들과의 불화로 인해 사장직에서 물러나고, 자기만의 레이블은 만들었다.

### 여러 회사
그는 뉴욕에 있는 클럽 'The 40/40 Club'의 사장이다.그의 현재 꿈은 라스베이거스, 로스앤젤레스, 싱가포르로 사업을 진출하겠다고 한다. 그러나 현재 직원들이 월급을 주지 않는다고 항의했으며, 현재 법정 소송이 걸렸다. 2006년에는 맥주회사인 'Anheuser-Busch'와도 계약을 했으며, 농구팀인 뉴저지 넷츠의 공동 구단주이다. 2005년 축구팀인 아스널 FC의 구단주이기도 했다. 현재 뉴욕에 호텔의 경영권을 사들이고 있다고 밝혔다.

### 라이브 네이션
라이브 네이션은 제이지의 새 소속사이다. 단순히 음반 판매가 목적이 아닌 콘서트를 위주로 하는 레이블이다. 그는 또한 새 레이블인 락 네이션과 이 레이블을 계약시켜서 새로 준비하고 있다.

### 스타락
제이지의 또다른 새 힙합레이블이다. 뉴욕 맨하튼에 위치해있다.

## 앨범

### 정규앨범
- Reasonable Doubt (1996)
- In My Lifetime, Vol. 1 (1997)
- Vol. 2... Hard Knock Life (1998)
- Vol. 3... Life and Times of S. Carter (1999)
- The Dynasty: Roc La Familia (2000)
- The Blueprint (2001)
- The Blueprint 2: The Gift & the Curse (2002)
- The Black Album (2003)
- Kingdom Come (2006)
- American Gangster (2007)
- The Blueprint 3 (2009)
- Magna Carta... Holy Grail (2013)
- 4:44 (2017)

### 합작앨범
- Streets Is Watching (1998)
- The Best Of Both Worlds (2002) – With R. Kelly
- Unfinished Business (2004) – With R. Kelly
- Collision Course (2004) – With Linkin Park
- Paper Trail (2008) - With T.I.
- Watch the Throne (2011) – With Kanye West

### 컴필레이션 앨범
- Jay-Z: Unplugged (2001)
- Chapter One: Greatest Hits (2002)
- The Blueprint 2.1 (2003)
- Bring It On: The Best of Jay-Z (2003)
- Greatest Hits (2006)

## 수상 경력

### 아메리칸 뮤직 어워드
- 2004
  - Favorite Rap/Hip Hop Artist [이김]
  - Favorite Rap/Hip Hop Album, The Black Album [노미네이트]
- 2000
  - Favorite Rap/Hip Hop Artist [노미네이트]

### BET 어워드
- 2008
  - Best Male Hip Hop Artist [노미네이트]
- 2007
  - Best Collaboration, "Upgrade U" with Beyonce [노미네이트]
  - Best Collaboration, "Deja Vu" with Beyonce [Nominated]
  - Best Male Hip Hop Artist [Nominated]
- 2005
  - Video of the Year, "99 Problems" [Nominated]
  - Best Male Hip Hop Artist [Nominated]
- 2004
  - Best Male Hip Hop Artist [Won]
  - Video of the Year, "Crazy in Love" with Beyonce [Nominated]
  - Viewer's Choice, "Crazy in Love" with Beyonce [Nominated]
  - Best Collaboration, "Crazy in Love" with Beyonce [Won]
- 2003
  - Best Male Hip Hop Artist [Nominated]
  - Best Collaboration, "'03 Bonnie & Clyde" with Beyonce [Nominated]
- 2002
  - Best Male Hip Hop Artist [Nominated]
- 2001
  - Best Male Hip Hop Artist [Won]
  - Viewer's Choice, "I Just Wanna Luv U (Give It 2 Me)" [Nominated]

### BET 힙합 어워드
- 2008
  - Track of the Year, "Roc Boys (And the Winner Is...)" [Nominated]
  - Lyricist of the Year [Nominated]
  - Best Live Performer [Nominated]
  - MVP of the Year [Nominated]
  - CD of the Year, American Gangster [Nominated]
  - Hustler of the Year [Nominated]
- 2007
  - Hustler of the Year [Nominated]
  - CD of the Year, Kingdom Come [Nominated]
  - Lyricist of the Year [Nominated]
  - MVP of the Year [Nominated]
- 2006
  - Hustler of the Year [Won]

### 그래미 어워드
- 2009
  - Best Rap Performance by a Duo or a Group, "Mr. Carter" with Lil Wayne [Nominated]
  - Best Rap Performance by a Duo or a Group, "Swagga Like Us" with T.I., Kanye West, and Lil Wayne [Won]
  - Best Rap Song, "Swagga Like Us" with T.I., Kanye West, and Lil Wayne [Nominated]
  - Best Rap Album, American Gangster [Nominated]
  - Best Rap Solo Performance, "Roc Boys (And the Winner Is...)" [Nominated]
- 2008
  - Record of the Year, "Umbrella" with Rihanna [Nominated]
  - Song of the Year, "Umbrella" with Rihanna [Nominated]
  - Best Rap/Sung Collaboration, "Umbrella" with Rihanna [Won]
  - Best Rap Album, Kingdom Come [Nominated]
  - Best Rap Solo Performance, "Show Me What You Got" [Nominated]
- 2007
  - Best Rap/Sung Collaboration, "Deja Vu" with Beyonce [Nominated]
  - Best R&B Song, "Deja Vu" with Beyonce [Nominated]
- 2006
  - Best Rap/Sung Collaboration, "Numb/Encore" with Linkin Park [Won]
- 2005
  - Best Rap Song, "99 Problems" [Nominated]
  - Best Rap Solo Performance, "99 Problems" [Won]
- 2004
  - Best Rap Album, The Blueprint 2: The Gift & The Curse [Nominated]
  - Best Rap Song, "Excuse Me Miss" with Pharrell [Nominated]
  - Best Rap/Sung Collaboration, "Frontin'" with Pharrell [Nominated]
  - Best R&B Song, "Crazy in Love" with Beyonce [Won]
  - Best Rap/Sung Collaboration, "Crazy in Love" with Beyonce [won]
  - Record of the Year, "Crazy in Love" with Beyonce [Nominated]
- 2003
  - Best Male Rap Solo Performance, "Song Cry" [Nominated]
- 2002
  - Best Rap Solo Performance, "Izzo (H.O.V.A.)" [Nominated]
  - Best Rap Performance By a Duo or a Group, "Change the Game" with Memphis Bleek and Beanie Sigel [Nominated]
  - Best Rap Album, The Blueprint [Nominated]
- 2001
  - Best Rap Performance By a Duo or a Group, "Big Pimpin'" with UGK [Won]
  - Best Rap Album, Vol. 3: The Life and Times of S. Carter [Nominated]
- 1999
  - Best Rap Album, Vol. 2...Hard Knock Life [Won]
  - Best Rap Performance by a Duo or a Group, "Money Ain't a Thang" with Jermaine Dupri [Nominated]
  - Best Rap Solo Performance, "Hard Knock Life" [Nominated]

### MTV 뮤직비디오 뮤직 어워드
- 2007
  - Video of the Year, "Umbrella" with Rihanna [Won]
  - Monster Single of the Year, "Umbrella" with Rihanna [Won]
- 2004
  - Video of the Year, "99 Problems" [Nominated]
  - Best Male Video, "99 Problems" [Nominated]
  - Best Rap Video, "99 Problems" [Won]
  - Best Direction in a Video, "99 Problems" [Won]
  - Best Editing in a Video, "99 Problems" [Won]
  - Best Cinematography in a Video, "99 Problems" [Won]
- 2003
  - Best Female Video, "Crazy in Love" with Beyonce [Won]
  - Best R&B Video, "Crazy in Love" with Beyonce [Won]
  - Best Hip Hop Video, "'03 Bonnie & Clyde" with Beyonce [Nominated]
- 2001
  - Best Rap Video, "I Just Wanna Luv U (Give It 2 Me)" [Nominated]
- 2000
  - Best Rap Video, "Big Pimpin'" with UGK [Nominated]
- 1999
  - Best Rap Video, "Can I Get a..." with Ja Rule and Amil [Won]
  - Best Video from a Film, "Can I Get a..." with Ja Rule and Amil [Nominated]
  - Viewer's Choice, "Can I Get a..." with Ja Rule and Amil [Nominated]

## 랩스킬
Jay-Z는 어렸을 때부터 랩스킬이 뛰어났으며, 가사도 유머스럽게 썼다. 그는 음반 작업을 할 때 가사를 써 놓지 않는 것으로 유명한데, 그 이유는 Jay-Z 가 어렸을 적 가난해서 공책에 가사를 적을 수 없었기 때문에 자연스럽게 외워서 랩을 하기 시작했다고 말했다.

## 같이 보기
- Jay-Z vs. Nas feud - 2001년부터 2005년까지 이어진 나스와의 디스 반복
- 비욘세